# Massimo Natili
Massimo Natili (Ronciglione, 28 juli 1935 – Viterbo, 19 september 2017) was een Formule 1-coureur uit Italië. Hij nam in 1961 deel aan 2 Grands Prix voor het team Scuderia Centro Sud, maar scoorde hierin geen punten.